# Символ гунгнир

Символ Гунгнир

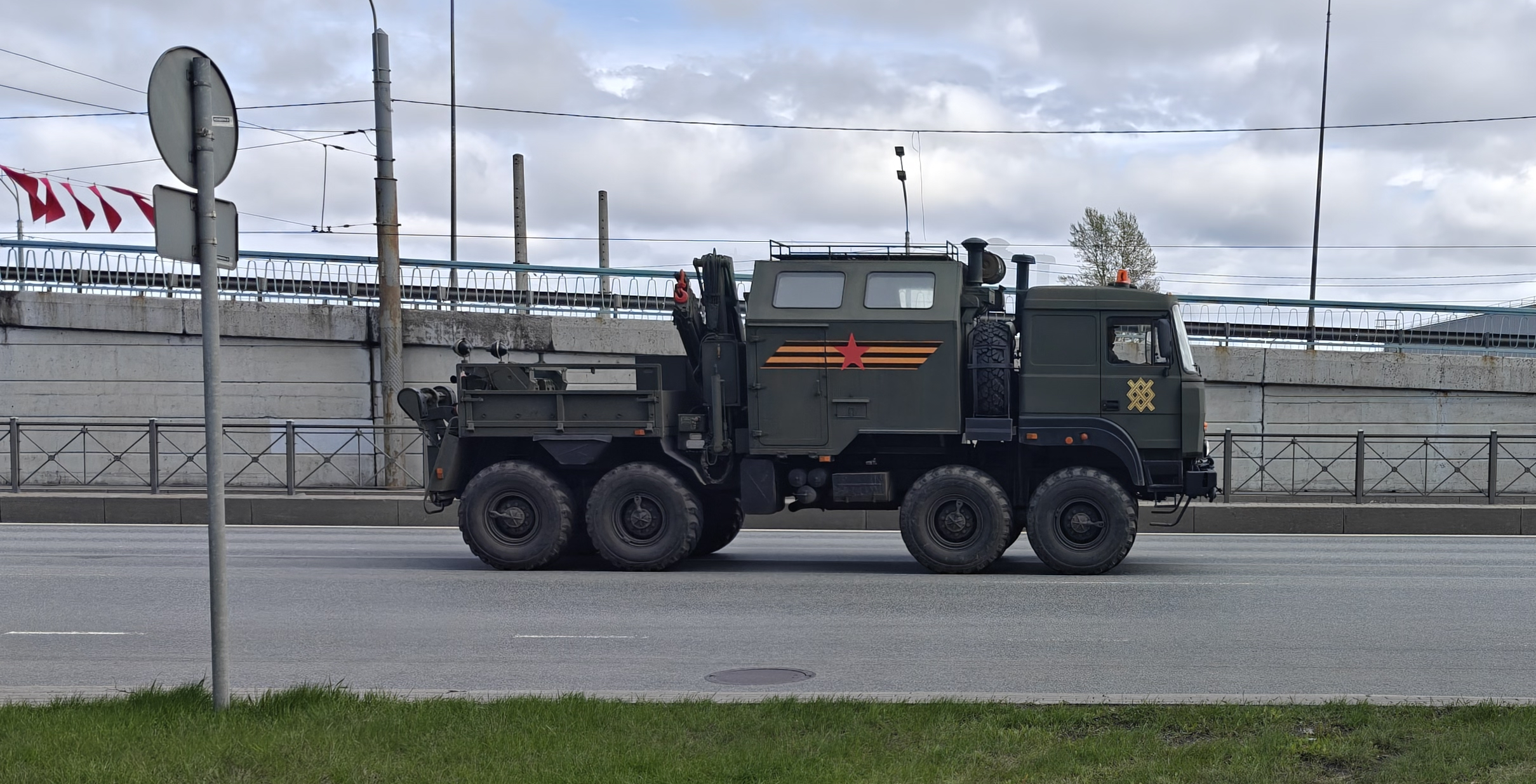
Военная парадная техника с гунгрниром

Символ Гунгнир (датск., норв., швед. Gungner) — рунический символ, обозначающий копьё Одина.

## История
Символ Гунгнир с большей вероятностью не является созданным в эпоху викингов; в том виде, в котором мы его знаем сейчас, он возник не так давно, приблизительно в 90-х годах XX века. Но его форма похожа на руны, и есть версия, по которой этот символ имеет глубокие исторические корни, возможно, берущие начало даже раньше эпохи викингов, — во времена древнегерманских народов.

## Версия происхождения
В древнеанглийском «Футарке» есть руна Gār, которая означает копьё (по некоторым источникам, «копьё Одина»).
ᚸ — руна Gār по виду имеет много общего с символом Гунгнир: крест в основе и боковые звенья. Возможно, во времена древних германцев существовали разные вариации написания этой руны, и одна из них могла быть написана именно таким образом, как выглядит нынешний символ Гунгнир.

## В современности
С 2024 года «руну гунгнира» стали наносить на военную технику группировки «Север» Вооруженных сил (ВС) России.